# Athyrma misera
Athyrma misera là một loài bướm đêm trong họ Erebidae.